# Manuel da Cunha Souto Maior
Manuel da Cunha Souto-Maior foi um almirante português. Foi ele quem comandou a esquadra portuguesa que transportou a Família Real para o Brasil em 1807.